# Václav Svoboda Plumlovský
Václav Svoboda Plumlovský (18. července 1872 Plumlov – 11. listopadu 1956 Kroměříž) byl český spisovatel a básník.

## Život

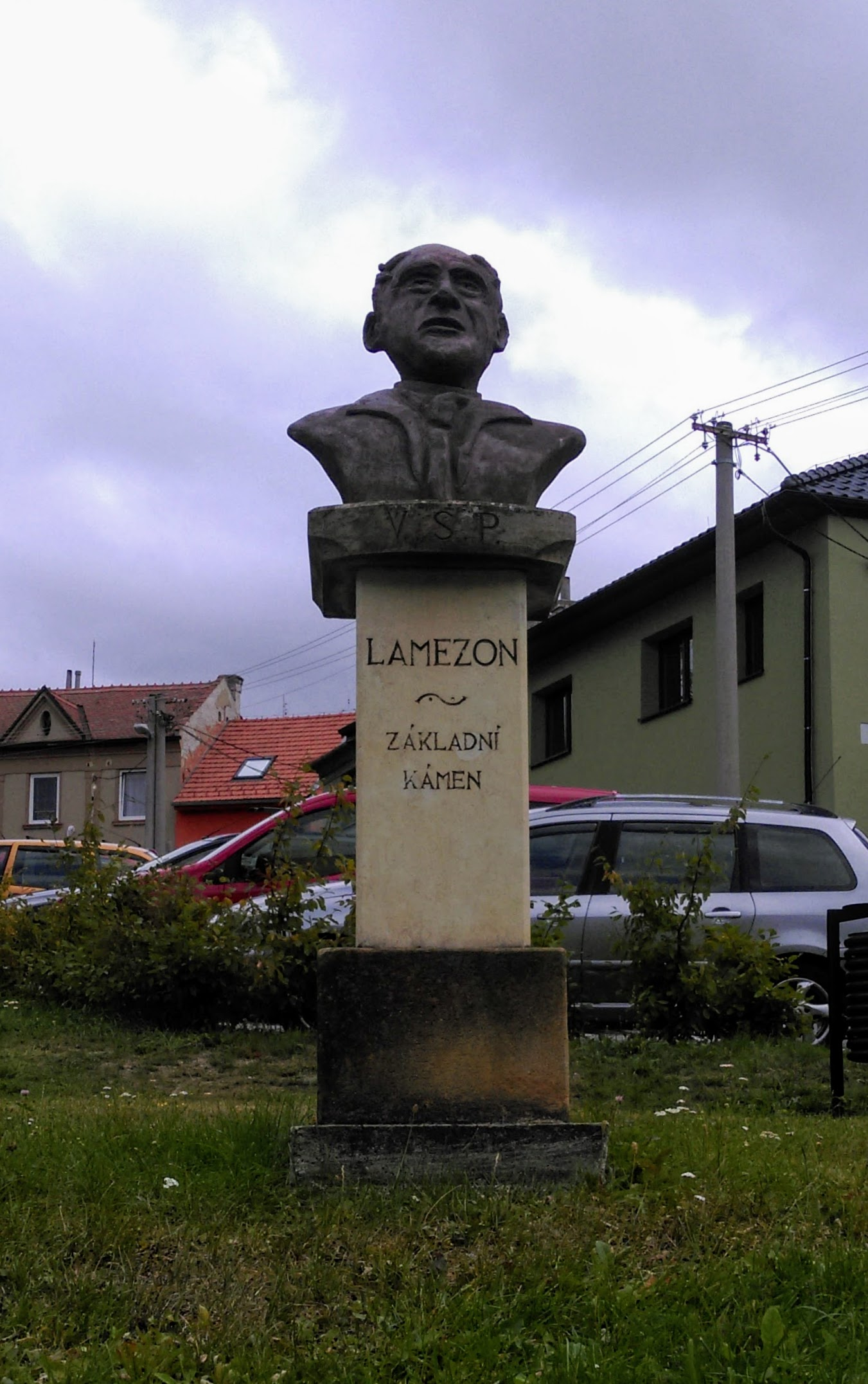
Základní kámen „lamezonu“ na Hlavním náměstí v Plumlově od Ellen Jilemnické

Narozen v Plumlově v rodině rolníka, krátce se učil ševcem, poté řezníkem. Žil v Plumlově, kde jej považovali za obecního blázna, ve třicátých letech vydal vlastním nákladem dvě útlé knihy. V roce 1943 byl zatčen gestapem, pravděpodobně na udání spolubydlícího. Propuštěn byl poté, co obec Plumlov podala dobrozdání, že jde o člověka duševně chorého. Vladimír Borecký, který dílo básníka sebral a důstojně uspořádal, jej nazval knížetem české insitní poezie. Zemřel v kroměřížském ústavu pro duševně choré a je pohřben v dnes již opuštěném hrobě na kroměřížském hřbitově. Byl jedním z možných předobrazů Járy Cimrmana. Jemu podobným lidem se souhrnně říká pábitelé.

### Lamezón
Byl vynálezcem myšlenky lamezónu a propagátorem jeho výstavby. Lamezón byl podle něj hybrid hospody a kostela. Vycházel z toho, že se lidé setkávají na nedělní mši a následně pak tráví nedělní sváteční den v hospodě. Navrhoval tyto dvě společenské akce spojit místně i časově. Lamezón nebyl realizován. Ethymologie slova lamezón vychází z básníkova použití ne zcela pochopeného francouzského slova pro dům (la maison (fr.) – dům).

## Dílo
- Román ze života XX. století. Drama lásky. nákladem vlastním, tiskem Václava Horáka v Prostějově 1930
- Básně, povídky, cesty. nákladem vlastním, tiskem Václava Horáka v Prostějově 1931